# Viaduc de Sente
Le viaduc de Sente Longo est l'un des ponts routiers les plus hauts et les plus importants d'Italie. Avec ses 185 mètres de haut et ses 1 200 mètres de long avec une portée de 200 mètres, il est l'un des monuments structurels les plus importants d'Europe.  
Conçu par les ingénieurs Vittorio, Sergio Scalesse et Ruggero Gigli et fabriqué entre 1974 et 1977, en acier et béton, il traverse la rivière qui porte son nom, ainsi que la frontière entre les Abruzzes et le Molise et relie les deux régions entre le territoire de Castiglione Messer Marino, dans la province de Chieti, et Belmonte del Sannio, dans la province d'Isernia à travers la route nationale 86 (Strade statali 86). Le 2 mai 2011, il est renommé d'après Francesco Paolo Longo, un travailleur qui a perdu la vie le 4 mai 1974 lors des premiers travaux d'excavation sur le pont. 
Située à environ 16 km de l'immense Parco Nazionale della Maiella, la route nationale 86 est l'une des routes secondaires les plus pittoresques d'Italie, serpentant à travers de spectaculaires ravins remplis alpins sous les sommets enneigés du mont Campo voisin. 
Probablement le moins connu des ponts remarquables d'Italie, il détient cependant le record de la plus haute pile d'Italie à 541 pieds (165 mètres) et de la plus haute pile du monde pendant 2 ans jusqu'à l'ouverture du viaduc de Kochertal en 1979, en Allemagne.  
L'Italie possède 6 des 10 piles de pont les plus hautes d'Europe. Le Sente possède également deux des plus longues travées de ponts à poutres en acier d'Italie, atteignant 656 pieds (200 mètres). En termes de hauteur par rapport aux routes nationales, il est suivi du pont de Cadore, situé sur la Strada statale 51 di Alemagna, qui n'a qu'un mètre de moins de différence. 
À partir du 25 septembre 2018, quelques semaines après l'effondrement du pont Morandi à Gênes, il est fermé à la circulation pour des raisons de sécurité. 

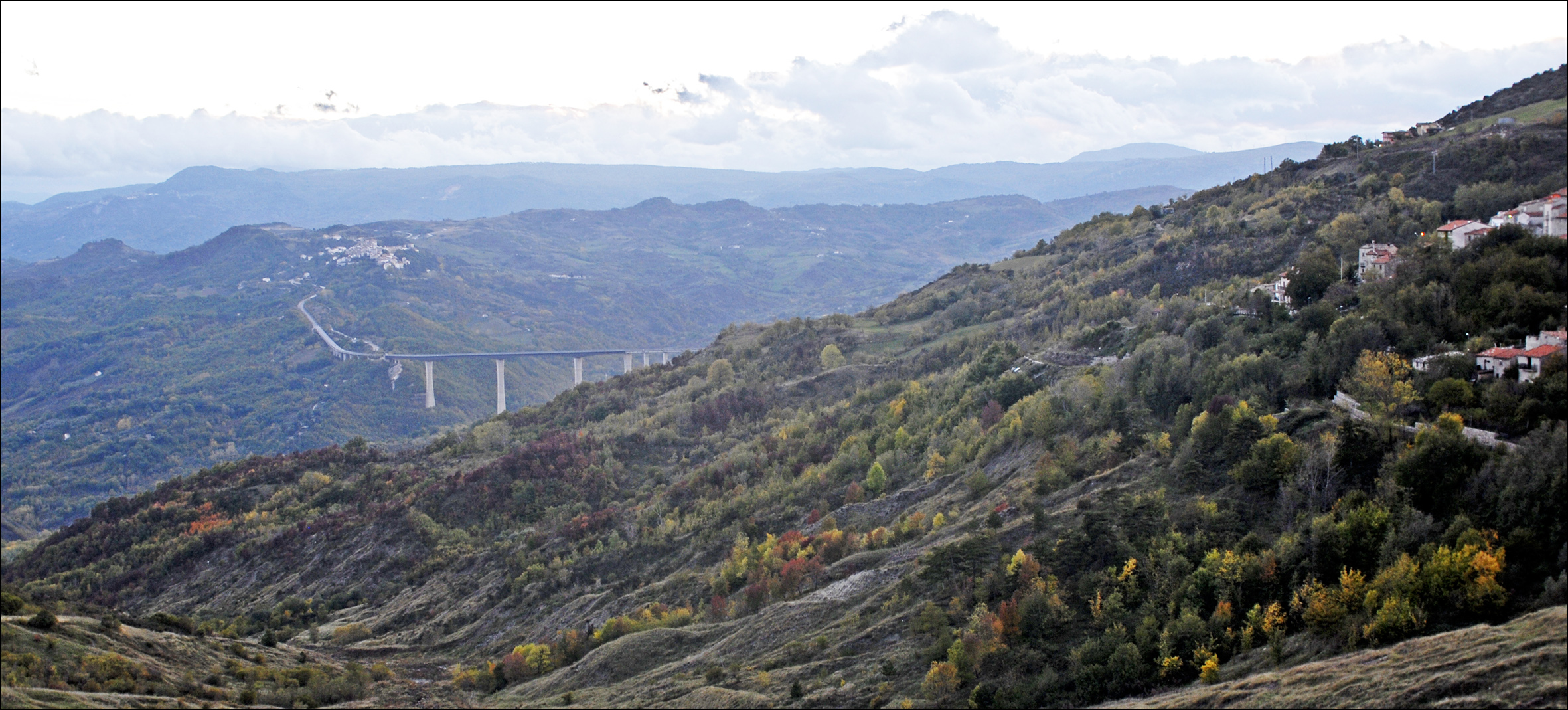
Viaduc vu de loin dans le paysage.